# Fernando Sierra Ramos
Fernando Sierra Ramos (Bogotá, siglo XX) es un político, empresario y diplomático colombiano, que se desempeñó como Miembro de la Cámara de Representantes de Colombia por el Departamento de Meta, así como embajador de Colombia en Paraguay.

## Biografía
Nacido en Bogotá, se graduó en Administración de Empresas del Politécnico Grancolombiano, institución en la cual también realizó diplomados en Banca de Inversión y Finanzas. También posee un diplomado de Economía y Negocios sostenibles y Rentables de la Pontificia Universidad Javeriana y uno en Marketing Corporativo de la Universidad Externado de Colombia.
Se unió al Grupo Santander, de España, banco en el cual sirvió como ejecutivo de cuentas corporativas. Tras esto, se estableció en Villavicencio, en el Departamento de Meta, donde continuó su carrera empresarial. Allí fundó el Grupo Empresarial Movilco, conformado por varias empresas de los sectores de comunicación, construcción, turismo, bienes y servicios, publicidad, etc.
En 2010 fue galardonado como Empresario del Año en Meta, reconocimiento otorgado por la Federación Nacional de Comerciantes (Fenalco) y la Caja de Compensación Familiar de Meta (Cofrem). El mismo año fue elegido miembro titular de la Junta Directiva de la Cámara de Comercio de Villavicencio, puesto que ocupó por 4 años.
En 2013 se unió al Partido Centro Democrático, por el cual fue candidato a la Cámara de Representantes por Meta. En las elecciones legislativas de 2014, Sierra resultó electo con 46.317 votos para la legislatura 2014-2018. En la Cámara fue miembro de la Comisión V, de Medio Ambiente, Agricultura y Energía. También fue el delegado de la Cámara Baja en la Comisión de Ordenamiento Territorial.
Tras acabar su mandato en el legislativo, el 19 de diciembre de 2019 fue designado como Embajador de Colombia en Paraguay por el presidente Iván Duque Márquez.Ocupó el cargo hasta el final del gobierno de Duque, en agosto de 2022.